# Gajewo (powiat śremski)
Gajewo – wieś w Polsce położona w województwie wielkopolskim, w powiecie śremskim, w gminie Dolsk. W latach 1975–1998 miejscowość administracyjnie należała do województwa poznańskiego.

## Położenie
Wieś położona 5 km na południowy wschód od Dolska przy drodze wojewódzkiej nr 437 z Dolska do Borku Wielkopolskiego. Obok wsi znajduje się skrzyżowanie z drogą powiatową nr 4093 do Mszczyczyna.

## Historia
Miejscowość pierwotnie była związana z Wielkopolską. Istnieje co najmniej od drugiej połowy XV wieku i ma średniowieczną metrykę. Kiedyś miejscowość nosiła inną nazwę. Po raz pierwszy odnotowana została w łacińskim dokumencie z 1475 jako "Kanino", a w 1493 jako "Gayewo”.
W 1475 wieś leżała w powiecie kościańskim województwa poznańskiego w Koronie Królestwa Polskiego. Miejscowość była początkowo własnością szlachecką należącą do lokalnej szlachty wielkopolskiej z rodu Chwałkowskich, którzy od nazwy wsi Chwałkowo przyjęli odmiejscowe nazwisko, a później także do Włościejewskich, Mszczyczyńskich, Grabowieckich, Włostowskich. W XIV wieku wieś należała do parafii Dolsk.
W XV wieku wieś notowano jako miejscowość opuszczoną, która stała się wówczas folwarkiem wchodzącym w skład majątku w Mszczyczynie. Pierwszy zapis z 1475 odnotował transakcję sprzedaży wsi Mszczyczyn oraz opuszczonej wsi Kanino (czyli obecnego Gajewa). Za 200 grzywien szer. groszy z zastrzeżeniem prawa wykupu sprzedali je bracia Paweł Pachota i Świebor oraz Mikołaj i Jan, ich bratankowie, synowie Jana Chwałkowskiego z Chwałkowa koło Książa, którzy byli dziedzicami wsi Kolnice w powiecie pyzdrskim, Janowi Szkudlskiemu ze wsi Szkudła w powiecie kaliskim. W 1493 Mikołaj, Paweł, Stefan i Stanisław bracia niedzielni oraz synowie Jana z Chwałkowa koło Książa, swemu stryjowi, Mikołajowi ze Szkudeł oficjałowi poznańskiemu i archidiecezji śremskiej, sprzedali za 200 grzywien z zastrzeżeniem prawa wykupu swoje prawa do wsi Mszczyczyn i Gajewo, nabyte przez ich zmarłego ojca Jana z Chwałkowa koło Książa.
W 1494 Mikołaj ze Szkudeł wikariusz, oficjał poznański oraz archidiecezji śremskiej sprzedał Andrzejowi Pasikoniowi Włościejewskiemu za 200 grzywien z zastrzeżeniem prawa wykupu swoje prawa do wsi Mszczyczyn oraz opuszczonego Gajewa, nabyte za tą samą kwotę. W 1497 Andrzej Pasikoń Włościejewski sprzedaje Piotrowi Dalabuskiemu za 200 grz. z zastrz. pr. wykupu swe pr. do wsi Mszczyczyn i wsi opustoszałej Gajewo. W 1507 Jadwiga Nowomiejska z Nowego Miasta nad Wartą w powiecie pyzdrskim, żona Hieronima Rozdrażewskiego sprzedała Piotrowi Dalabuskiemu Mszczyczyn i wieś opuszczoną Gajewo za 120 grzywien. W latach 1514-1542 właścicielem wsi był Jan Grabowiecki dziedzic Mszczyczyna noszący również odmiejscowe nazwisko Mszczyczyński. W 1514 zapowiedział on Mszczyczyn z przyłączoną do niej dziedziną Gajewo. W 1542 dał swojemu synowi Stanisławowi Mszczyczyńskiemu połowę swych dóbr, tj. połowę wsi Mszczyczyn oraz połowę wsi opustoszałej Gajewo.
W 1530 nastąpiło rozgraniczenie wsi Brześnica i Gajewo ze strugą zwaną "Studziona". W 1531 Jan Grabowiecki pozwał Łukasza Kluczewskiego o wycięcie przemocą 200 dębów w jego lesie zwanym Studziona w dziedzinie Gajewo. W 1542 przy podziale wsi Mszczyczyn i Gajewo wspomniano liczne obiekty fizjograficzne, przynależne do Gajewa oraz do Mszczyczyna. W 1586 odnotowano spór pomiędzy Janem Włostowskim, a Janem Grabowieckim o uczynienie pomiaru we wsiach Mszczyczyn i Gajewo, w którym wspomniano liczne obiekty fizjograficzne przynależne do Gajewa i do Mszczyczyna. W 1586 przy podziale wsi osiadłej Mszczyczyn oraz dziedziny opustoszałej Gajewo pomiędzy braćmi Sebastianem i Janem Grabowieckimi opisano okolicę obu wsi. W Gajewie role folwarczne, dwór, stawek z sadzawką.
W 1588 nastąpił podział Mszczyczyna oraz Gajewa pomiędzy Sebastianem i Janem Grabowieckimi, a Janem Włostowskim. Gajewo wykopane, czyli z wykarczowanymi rolami, należało do panów Grabowieckich odnotowano także stawek pod dworem na Gajewie oraz liczne obiekty fizjograficzne przynależne do Gajewa i do Mszczyczyna. W 1588 odnotowano łożysko strugi Studziona. W 1590 las czyli gaj zwany "Myaszy Kątt Przymiarki" w dobrach gajewskich. W 1597 nastąpił kolejny podział wsi osiadłej Mszczyczyn oraz opustoszałej Gajewo.